# ۱۵ فوریه
۱۵ فوریه چهل و ششمین روز سال در گاه‌شماری میلادی است. ۳۱۹ روز (در سال‌های کبیسه ۳۲۰روز) تا پایان سال باقی‌است.

## رویدادها
- ۱۸۷۶ - هفتمین نسخه قانون اساسی تگزاس تصویب گردید.
- ۱۹۴۲ - جنگ جهانی دوم: امپراتوری ژاپن سنگاپور را تصرف کرد.
- ۱۹۶۵ - پرچم کانادا رونمایی شد.
- ۱۹۸۹ - جنگ شوروی در افغانستان با اعلام خروج تمامی نیروهای شوروی از افغانستان رسماً پایان یافت.
- ۲۰۰۳ - در یکی از بزرگترین تظاهرات ضد جنگ در تاریخ، میلیون‌ها نفر در بیش از ۸۰۰ شهر در سراسر جهان علیه اشغال عراق راهپیمایی کردند.
- ۲۰۰۵ - دامنه سایت یوتیوب ثبت شد.

## زادروزها
- ۱۵۶۴ - گالیلئو گالیله، فیزیکدان و منجم ایتالیایی
- ۱۶۳۸ - زیب‌النسا متخلص به مخفی، شاعر سبک هندی در ادبیات فارسی
- ۱۸۶۱ - شارل ادوارد گیوم، فیزیک‌دان سویسی و برنده جایزه نوبل فیزیک
- ۱۸۷۳ - انریکو کاروسو، خواننده اپرای ایتالیایی
- ۱۹۵۴ - مت گرینیگ، کارتونیست ، تهیه کننده وفیلم نامه نویس آمریکایی

## درگذشت‌ها
- ۱۸۸۹ - آگوستین عازار، کشیش مارونی، نویسنده و شاعر سوری
- ۱۹۰۹ - انیس طالوی، فقیه حنفی، زبان‌شناس، محدث و مفسر سوری
- ۱۹۸۱ - کارل ریشتر، موسیقی‌دان، نوازنده و رهبر ارکستر آلمانی
- ۱۹۸۸ -ریچارد فاینمن، فیزیک‌دان آمریکایی
- ۲۰۰۷ - رابرت آدلر، مخترع اتریشی

## جُستارهای وابسته
- ویکی‌پدیا:یادبودهای برگزیده/۱۵ فوریه